# Nikołaj Brżozowski
Nikołaj Aleksandrowicz Brżozowski (ros. Николай Александрович Бpжозoвский; ur. 20 grudnia 1857?/1 stycznia 1858 we wsi Barygino w guberni twerskiej, zm. po 1930) – rosyjski wojskowy, generał porucznik Armii Imperium Rosyjskiego.

## Życiorys
W wieku 16 lat rozpoczął naukę wojennego rzemiosła i zarazem służbę w armii rosyjskiej wstępując do Połockiego Gimnazjum Wojskowego. Już jako chorąży kontynuował dalszą naukę w Drugiej Konstantynowskiej Szkole Wojskowej w Kijowie. Podczas wojny rosyjsko-tureckiej odbywa praktykę na froncie w 16 bryg. artylerii.
Za walki pod Plewną 7 stycznia 1878 roku został awansowany na podporucznika i nagrodzony Orderem św. Anny 4 klasy. Po zakończeniu wojny, za zasługi na froncie awansowany na stopień porucznika, a także zostaje kawalerem Orderu św. Włodzimierza IV klasy. Następnie pełnił służbę liniową na Dalekim Wschodzie jako dowódca kompanii. W listopadzie 1884 roku awansowany do stopnia sztabskapitana, a w grudniu 1892 na kapitana. W 1893 roku nagrodzony Orderem św. Anny 3 klasy. W 1900 roku brał udział w tłumieniu zbrojnego powstania w Chinach, gdzie w okresie listopad 1900 – czerwiec 1901 dowodził artylerią oblężniczą. 15 czerwca 1901 roku jako podpułkownik został skierowany do artylerii fortecznej twierdzy Port Artur. 
Podczas wojny rosyjsko-japońskiej został 4-krotnie ranny. 22 sierpnia 1904 zostaje awansowany na pułkownika. Za wykazane męstwo otrzymał Złoty Oręż i Order św. Włodzimierza 3 klasy. Po kapitulacji garnizonu 5 stycznia 1905 roku dowódca wojska na Dalekim Wschodzie wyznaczył go do komisji zajmującej się doprowadzeniem do gotowości bojowej Nadamurskiego OW.
W lipcu 1906 roku przeniesiony z Władywostoku do Twierdzy Łomża, gdzie 6 sierpnia objął stanowisko dowódcy artylerii. Po redukcji garnizonu tej twierdzy 2 stycznia 1912 roku  został przeniesiony do Twierdzy Osowiec, gdzie w stopniu gen. majora objął dowództwo artylerii fortecznej. W 1913 roku odznaczony Orderem św. Stanisława 1 klasy. 
Po wybuchu I wojny światowej, kierując skutecznie artylerią twierdzy Osowiec powstrzymał szturm w dniach 21–30 września 1914 roku i spowodował odwrót 8 Armii niemieckiej.

### Orderyiodznaczenia
- Order św. Anny III klasy (1877)
- Order św. Włodzimierza 4 klasy z mieczami i z kokardą (1878)
- Order św. Anny III klasy (1893)
- Złoty Oręż i Order św. Włodzimierza 3 klasy z mieczami (1905)
- Order św. Stanisława 1 klasy (1913)
- Order św. Jerzego 4 klasy (1915)